# Joel Bieri
Joel Bieri (* 30. Mai 1989 in Münsingen) ist ein ehemaliger Schweizer Nordischer Kombinierer. 
Sein internationales Debüt gab Bieri 2004 bei FIS-Rennen. Ab 2008 startete er im B-Weltcup der Nordischen Kombination. Bei den Schweizer Meisterschaften in der Nordischen Kombination 2008 in Einsiedeln gewann Bieri hinter Ronny Heer und Seppi Hurschler die Bronzemedaille. Am 4. Januar 2009 gab er sein Debüt im Weltcup der Nordischen Kombination. Am 31. Januar 2009 gelang ihm in Chaux-Neuve erstmals der Gewinn von Weltcup-Punkten. Die Weltcup-Saison 2008/09 beendete er auf dem 63. Platz der Weltcup-Gesamtwertung. Bei den Schweizer Meisterschaften in der Nordischen Kombination 2009 gewann Bieri wie schon 2008 erneut Bronze. Im Weltcup wie auch im Continental Cup blieben jedoch seitdem Erfolge aus.
Mittlerweile ist Bieri ausgebildeter Koch und spielt in der U20-Auswahl der SCL Tigers Eishockey.